# وزارة المرأة والأطفال وكبار السن
وزارة المرأة والأطفال وكبار السن (النيبالية: महिला, बालबालिका तथा जेष्ठ नागरिक मन्त्रालय) هي هيئة حكومية في نيبال، مهمتها تمكين النساء والأطفال وكبار السن، وخاصةً الفئات المحرومة اقتصاديًا واجتماعيًا أو التي لا تحصل على خدمات كافية.

## الهيكل التنظيمي
تضم وزارة المرأة والأطفال وكبار السن عدة إدارات وأقسام فرعية لتسهيل وتنفيذ عملها، منها:
- قسم المرأة والطفل
- مجلس رعاية الطفل المركزي
- مجلس الرعاية الاجتماعية